# Dainembutsu-ji
Le Dainembutsu-ji (大念仏寺) est un temple bouddhiste situé à Ōsaka, dans l’arrondissement de Hirano-ku, au Japon. Il est le temple principal du Yūzū nembutsu shū : environ 350 autres temples lui sont affiliés.

## Histoire
Le Dainembutsu-ji appartenait à l’origine à l’école Shingon et s’appelait 修楽寺 (Shūraku-ji). Il fut visité par Ryōnin (良忍, 1072–1132), le fondateur du Yūzū nembutsu shū, après son séjour au Shi Tennō-ji (1127).
Sous Gongen (権現), le successeur de Ryōnin, le temple passa au Yūzū nembutsu shū.
Il devint le temple-principal du Yūzū nembutsu shū sous Hōmyō (法明, 1279–1349), qui le restaura.

## Crédit d'auteurs
- (de) Cet article est partiellement ou en totalité issu de l’article de Wikipédia en allemand intitulé « Dainembutsu-ji » (voir la liste des auteurs).